# Leonardo Sciascia
Leonardo Sciascia (født 8. januar 1921 i Racalmuto på Sicilien - død 20. november 1989 i Palermo) var en italiensk forfatter, journalist, essayist, poet, dramatiker og politiker. Sciascia var kendt som een af vor tids største personligheder: en filosofisk og intellektuel skribent, men samtidig antikonform og en skarp og ubarmhjertig kritiker af vor tids mangel på retfærdighed og fornuft. En meget skarp samtidskritiker og en af 1900-tallets mest betydningsfulde figurer i Italien.
Sciascia blev født i Racalmuto på Sicilien i 1921. Han var den ældste af tre brødre, hans far, Pasquale Sciascia, kom ud af en familie af minearbejdere og arbejdede i en af de lokale svovlminer, og hans mor, Genoveffa Martorelli, var hjemmegående husmor.
I 1935 flyttede familien til Caltanisetta, og den unge Sciascia starter på Istituto Magristrale IX Maggio, hvor Vitalino Brancati underviste. Brancati fik en vigtig rolle i Sciascias udvikling og introducerede ham til fransk litteratur, mens Giuseppe Granata (en ung lærer, som sidenhen blev medlem af det italienske senat for kommunistpartiet) satte ham ind i oplysningstiden og dens vigtige figurer og litteratur. Sciascias bevidsthed formedes dermed af tekster af Voltaire, Montesquieu, Cesare Beccaria og Pietro Verri.
Ifølge Sciascias selvbiografi var årene i Caltanissetta de mest uforglemmelige i hans liv og havde stor betydning for hans kulturelle dannelse.
Han blev færdiguddannet som lærer i 1941 og begyndte at arbejde samme år for landbrugskonsortiet, hvor han arbejdede indtil 1948. På den måde fik han et stærkt forhold til bøndernes virkelighed.
I 1944 blev Sciascia gift med skolelærerinden Maria Andronico, og sammen fik de to døtre, Laura og Anna Maria.

## Litterær karriere
Sciascias første litterære værk, Favole della dittatura (Fabler fra Diktaturet), en samling af 27 korte satiriske tekster om fascismen i Italien, udkom i 1950 efterfulgt i 1952 af digtsamlingen La Sicilia, il suo cuore (Sicilien, hans hjerte), illustreret af Emilio Greco. Året efter fik Sciascia prisen Premio Pirandello af den Sicilianske region for sit essay ”Pirandello e il prandellismo” (”Pirandello og pirandellisme”) om den sicilianske forfatter Luigi Pirandello, Sciascias store forbillede.
Sciascia udgav i 1956 den autobiografiske roman Le parrocchie di Regalpetra (Sognene i Regalpetra), som er inspireret af hans oplevelser som skolelærer i fødebyen Racalmuto. Samme år flyttede han til Caltanissetta for at undervise men flyttede til Rom i 1957. I efteråret 1957 udgav Sciascia Gli zii di Sicilia (Siciliens onkler), som udtrykte hans skarpe holdninger til temaer som USA’s og kommunismens indflydelse og samlingen af Italien i det 19. århundrede.
Leonardo Sciascias første krimi Il giorno della civetta (Uglens dag) blev udgivet i 1961 og er en hans mest berømte romaner. I 1963 udgav han den historiske roman Il consiglio d’Egitto (Det egyptiske dokument, 1975), som foregår i Palermo i det 18. århundrede. Efter en serie af essays skrev han i 1965 skuespillet L’Honorevole, som hænger sammensværgelserne mellem regeringen og mafiaen ud. I 1966 kom hans næste krimi A ciascuno il suo. I sine krimier udforskede Sciascia relationen mellem staten og individet og muligheden for retfærdighed idet han brugte sine kriminalromaner til at udforske den italienske "giustizia" (som betyder både "retsvæsen" og "retfærdighed".
Sciascia flyttede tilbage til Sicilien i 1967 for at bo i Palermo. I 1969 begyndte han at arbejde for avisen Il Corriere della Sera, og samme år udgav han skuespillet Recitazione delle controversia liparitana dedicata ad A.D., som er dedikeret til Alexander Dubček. I 1971 vendte Sciascia tilbage til krimigenren med romanen Il contesto. Una parodia (Sammenhængen. En parodi, 1973), som inspirerede Francesco Rosi til filmen Cadaveri eccelenti. Romanen skabte meget debat pga. dens nådesløse portræt af italiensk politik, det samme gjorde hans film Todo modo, 1974 (Med alle midler, 1976) pga. dens beskrivelse af den katolske præstestand i Italien.

## Politisk karriere
Sciascia stillede op til kommunalvalget i Palermo i 1975 for det italienske kommunistparti PCI, og blev valgt ind i byrådet. Samme år udgav han La scomparsa di Majorana (Majoranas forsvinden), som handlede om videnskabsmanden Ettore Majorana, som forsvandt på mystisk vis i 1938. I 1977 trådte Sciascia ud af PCI, idet han var imod enhver form for samarbejde med kristendemokraterne (CD). I 1979 opfordrede de radikale (PR) ham til at stille op til både Europaparlamentet og det italienske parlament, og han endte med at blive valgt ind i begge.

## Indflydelse
Sciacia har haft stor betydning for moderne italiensk litteratur og citeres flere steder både direkte og indirekte, bl.a. af den algerisk fødte, italienske forfatter Amara Lakhous i Scontro di civiltà per un ascensore di Piazza Vittorio, som forventes at udkomme på dansk med titlen Kultursammenstød ved en elevator på Piazza Vittorio i foråret 2018.

### Romaner
- Il giorno della civetta, Torino, Einaudi, 1961
- Il consiglio d’Egitto, Torino, Einaudi, 1963
- A ciascuno il suo, Torino, Einaudi, 1966
- Il contest. Una parodia, Torino, Einaudi, 1971
- Todo modo, Torino, Einaudi, 1974
- Candido, ovvero Un sogno fatto in Sicilia, Torino, Einaudi, 1977
- La Strega e il capitano, Milano, Bompiani, 1986
- 1912 + 1, Milano, Adelphi, 1987
- Il cavaliere e la morte. Sotie, Milano, Adelphi, 1988
- Una storia semplice, Milano, Adelphi, 1989

### Noveller
- Gli zii di Sicilia, Torino, Einaudi, 1958
- L’antimonio, i Gli zii di Sicilia (2. oplag), Torino, Einaudi, 1960
- Racconti siciliani, Urbino, Istituto statale d'arte per la decorazione e la illustrazione del libro, 1966
- Atti relative alla morte di Raymond Roussel, Palermo, Esse, 1971
- Il mare colore del vino, Torino, Einaudi, 1973
- La sentenza memorabile, Palermo, Sellerio, 1982
- Cronachette, Palermo, Sellerio, 1985

### Essays
- Pirandello e il pirandellismo. Con lettere inedite di Pirandello a Tilgher, Caltanissetta, S. Sciascia, 1953
- Le parrocchie di Regalpetra, Bari, Laterza, 1956.
- Pirandello e la Sicilia, Caltanissetta-Roma, S. Sciascia, 1961.
- Morte dell'Inquisitore, Bari, Laterza, 1964
- L'ordine delle somiglianze, 1967.
- La corda pazza. Scrittori e cose della Sicilia, Torino, Einaudi, 1970.
- La scomparsa di Majorana, Einaudi, Torino 1975 (poi Adelphi, Milano 1997).
- I Pugnalatori, Torino, Einaudi, 1976 (poi Adelphi, Milano 2003).
- L'affaire Moro, Palermo, Sellerio, 1978.
- Dalle parti degli infedeli, Palermo, Sellerio, 1979.
- Nero su nero, Torino, Einaudi, 1979.
- Il teatro della memoria, Torino, Einaudi, 1981.